# Josiah Latimer Clark
Pour les articles homonymes, voir Latimer et Clark.
Josiah Latimer Clark (10 mars 1822 - 30 octobre 1898), était un ingénieur électricien anglais qui fut l'un des pionniers de la télégraphie sous-marine.

## Biographie
Josiah Latimer Clark est né le 10 mars 1822 à Great Marlow, dans le Buckinghamshire. Il était plus jeune de huit ans que son frère Edwin Clark (en) (1814-1894) qui devint ingénieur civil. Après des études de chimie, il décrocha un premier emploi dans un établissement de fabrication de produits chimiques de Dublin. En 1848, il a commencé à travailler dans le génie civil devenant ingénieur assistant des travaux du pont du détroit de Menai. Deux ans plus tard, quand son frère fut nommé Ingénieur à la Electric Telegraph Company, il a de nouveau agi en tant qu'assistant, et par la suite lui a succédé comme ingénieur en chef. En 1854, il a sorti un brevet «...pour transmettre des lettres ou des colis d'un endroit à l'autre par la pression de l'air et du vide», et plus tard, en 1863, il a travaillé à la construction, par la London Pneumatic Despatch Company (en), d'un tube de ce genre reliant le bureau de poste du London North-West District et la gare d'Euston à Londres.
Au cours de la même période, il s'est engagé dans des recherches expérimentales sur la propagation du courant électrique dans les câbles sous-marins.  Il devint membre du comité qui a été nommé par le gouvernement pour examiner les causes des nombreux échecs des entreprises de câbles sous-marins publiant des rapports à ce sujet en 1855 et en 1859. [3] Il découvrit plus tard que Francis Ronalds avait décrit le risque et la cause du retard du signal dans les lignes télégraphiques dès 1816 et il a ensuite consacré des efforts considérables pour ramener les réalisations télégraphiques de Ronalds à l'attention du public,. En 1875, il a été élu président de la Society of Telegraph Engineers (en).
Clark consacra une partie de ses travaux aux mesures dans le domaine de l'électricité inventant la pile Clark. Il a pris une part de premier plan dans le mouvement pour la systématisation des normes électriques qui a été inauguré par la lecture devant la British Science Association en 1861 d'une communication écrite conjointement avec Charles Tilston Bright. Il a également conçu avec Bright des améliorations dans l'isolation des câbles sous-marins. Au cours de la dernière partie de sa vie, il était membre de plusieurs entreprises engagées dans la pose de câbles sous-marins, dans la fabrication d'appareils électriques et dans l'ingénierie hydraulique. En 1854, il épousa Margaret Helen Preece, sœur de Sir William Preece (en). Le couple eut deux enfants et divorça en 1861. Il a été membre distingué (Fellow) de la Royal Astronomical Society. Clark mourut à Londres le 30 octobre 1898.

## Publications
- Josiah Latimer Clark, Experimental Investigation of the Laws which govern the Propagation of the Electric Current in Submarine Telegraph Cables, (1855)
- Josiah Latimer Clark, Charles Tilston Bright, On the Formation of Standards of Electrical Quantity and Resistance, British Assoc. Reports, vol. xxxi. pt. ii. p. 37, (1861)
- Josiah Latimer Clark, An Elementary Treatise on Electrical Measurement, (1868)
- Josiah Latimer Clark, Robert Sabine, Electrical tables and formulæ, for the use of telegraph inspectors and operators, (1871)
- Josiah Latimer Clark, A Treatise on the Transit Instrument, (1882)
- Josiah Latimer Clark, Herbert Sadler, The Star Guide, (1886)
- Josiah Latimer Clark, Dictionary of Metric and other useful Measures, (1891)
- Josiah Latimer Clark, Memoir of Sir William Fothergill Cooke, (1895)

## Sources
- Clark, Josiah Latimer, Encyclopædia Britannica, Cf. Wikisource
- Clark, Latimer, Dictionary of National Biography Supplement, Londres, Smith, Elder, & Co., (1901), 3 vols.
- (en) « Josiah Latimer Clark », dans Encyclopædia Britannica [détail de l’édition], 1911 (lire sur Wikisource).